# Lyndon Baines Johnson Library and Museum
Le musée et la bibliothèque Lyndon Baines Johnson (en anglais Lyndon Baines Johnson Library and Museum ou simplement LBJ Museum) est l'une des 12 bibliothèques présidentielles des États-Unis administrées par la National Archives and Records Administration. Il se trouve à côté de la LBJ School of Public Affairs, et s'étend sur 57000 m² sur le campus de l'Université du Texas à Austin.
L'établissement abrite quelque 40 millions de pages de documents historiques relatifs à la présidence de Lyndon B. Johnson. Il fut inauguré en 1971 en présence du président Richard Nixon. Son directeur actuel est Betty Sue Flowers. Le dernier étage abrite la réplique en 7/8e du bureau ovale tel qu'il était à l'époque de Johnson. L'accès à la bibliothèque est gratuit ; elle est la plus visitée du pays.